# クリピー
クリピー（Krpī）は、インドの叙事詩『マハーバーラタ』に登場する女性。
シャラドヴァット仙の子で、クリパとは双子の妹。クリパーともいう。『ヴィシュヌ・プラーナ』ではシャラドヴァットの孫で、両親はサティヤドリティとアプサラスのウルヴァシーとされる。クリパとともにクル王シャーンタヌに拾われて養育され、後にドローナの妻となった。アシュヴァッターマンの母。